# HD 100546 e
HD 100546 e — кандидат в экзопланеты в созвездии Мухи.

## Характеристики
Масса планеты в 8,5 раз больше массы Юпитера, самой большой планеты в нашей Солнечной системе.
HD 100546 e вращается вокруг HD 100546 на расстоянии, большем, чем Плутон от Солнца.